# Фемтофизика
Фемтофизика или фемтосекундная физика — раздел лазерной физики, изучающий процессы, длительность протекания которых измеряется в фемтосекундах. Фемтосекундная спектроскопия позволяет непосредственно наблюдать протекание химических реакций в реальном масштабе времени. В 1999 году А. Зевайлу была присуждена Нобелевская премия по химии за исследования химических реакций с помощью фемтосекундной спектроскопии. В 2005 году Дж. Холлу и Т. Хёншу была присуждена Нобелевская премия по физике за исследования в области лазерной прецизионной спектроскопии. Методы фемтофизики открывают новые возможности изучения биофизических и биохимических процессов в живых клетках, а также разнообразных быстро протекающих явлений в твёрдых телах и газах.